# Kim Thiên Hoàng hậu
Kim Thiên Hoàng hậu (chữ Hán: 金天皇后) hay Linh Cảm Hoàng hậu (靈感皇后) mang họ Mai (梅), là chính thê Hoàng hậu tại vị thời vua Lý Thái Tông triều Lý và là Hoàng thái hậu tại vị dưới triều vua Lý Thánh Tông.

## Tiểu sử
Bà là con gái của Mai Hựu (梅佑), được phong làm An quốc thượng tướng (安國上將), một chức quan to trong triều đình.
Tương truyền, một đêm nằm mộng bà thấy mặt trăng rơi vào bụng mình. Đến ngày 25, tháng 2, năm Quý Hợi (1023) thì sinh ra vua Lý Thánh Tông.
Năm Long Thụy Thái Bình thứ nhất, bà được tôn làm Kim Thiên Hoàng thái hậu.
Trong Đại Việt sử lược, tên thụy của bà là Linh Cảm Hoàng hậu (靈感皇后). Chiếu theo các tên thụy của các hoàng hậu nhà Lý đều có chữ Linh (靈) nên cho rằng điều này chính xác hơn.